# Tulang
Tulang is een bestuurslaag in het regentschap Karimun van de provincie Riau-archipel, Indonesië. Tulang telt 1.062 inwoners (volkstelling 2010).